# Nam Joo-hyuk
Nam Joo-hyuk (hangul: 남주혁; ur. 22 lutego 1994 w Pusan) – południowokoreański model i aktor. Rozpoczął swoją karierę jako model, a następnie pojawił się w kilku teledyskach, zanim zadebiutował na ekranie w 2014 roku w serialu The Idle Mermaid. Zyskał popularność dzięki roli w serialu telewizyjnym Kim jesteś: Szkoła 2015 (2015), a od tego czasu stał się znany z głównych ról w takich produkcjach jak Weightlifting Fairy Kim Bok-joo (2016), The Bride of Habaek (2017), The Light in Your Eyes (2019), The School Nurse Files (2020), Start Up (2020) i Dwadzieścia pięć i dwadzieścia jeden (2022).

## Kariera

### Wczesne lata
Nam Joo-hyuk urodził się 22 lutego 1994 roku w dzielnicy Yeongdo w Pusan, w Korei Południowej. W trakcie nauki w Gyeongnam Middle School marzył o zostaniu zawodowym koszykarzem, dlatego przez trzy lata grał w szkolnej drużynie koszykarskiej. Jednak po doznaniu kontuzji i późniejszej operacji, był zmuszony zrezygnować z gry w koszykówkę.

### 2013–2014: YGKPlus i występy w teledyskach
Zadebiutował w 2013 roku jako model podczas pokazu kolekcji SONGZIO Homme na sezon wiosna/lato 2014.
W 2014 roku Nam pojawił się w teledyskach do utworów „200%” i „Give Love” artystów Akdonga Musiciana, również związanych z wytwórnią YG Entertainment . Niedługo później zadebiutował jako aktor, grając rolę drugoplanową w dramie tvN The Idle Mermaid.

### 2015–2018: Rosnąca popularność i debiut na dużym ekranie
Otrzymał swoją pierwszą dużą rolę w młodzieżowej dramie KBS Kim jesteś: Szkoła 2015, w której wcielił się w postać ucznia liceum, Han Yi-ana. Jego postać zmagała się z trudami dorastania, takimi jak zauroczenie koleżanką ze szkoły oraz kontuzje wpływające na jego karierę pływacką. Jego występ w serialu przyciągnął uwagę widzów, co zaowocowało zdobyciem kilku nagród, w tym nagrody dla Najlepszego Nowego Aktora na 4. APAN Star Awards oraz Nagrody Popularności na KBS Drama Awards w 2015 roku.

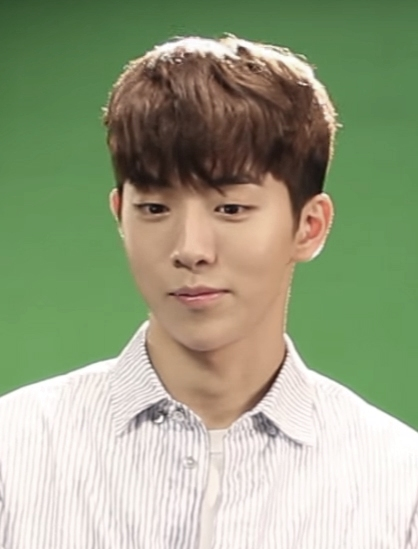
Nam Joo-hyuk w 2015 roku

W 2016 roku zagrał role drugoplanowe w serialu Cheese in the Trap oraz w historycznej dramie Moon Lovers: Scarlet Heart Ryeo . W tym samym roku dołączył do obsady programu rozrywkowego Three Meals a Day. Następnie zagrał swoją drugą główną rolę w młodzieżowej dramie Weightlifting Fairy Kim Bok-joo, u boku Lee Sung-kyung, wcielając się w utalentowanego, ale zabawnego pływaka o imieniu Jung Joon-hyung. Występ Nam Joo-hyuka w serialu spotkał się z pozytywnymi recenzjami i przyniósł mu szersze uznanie.

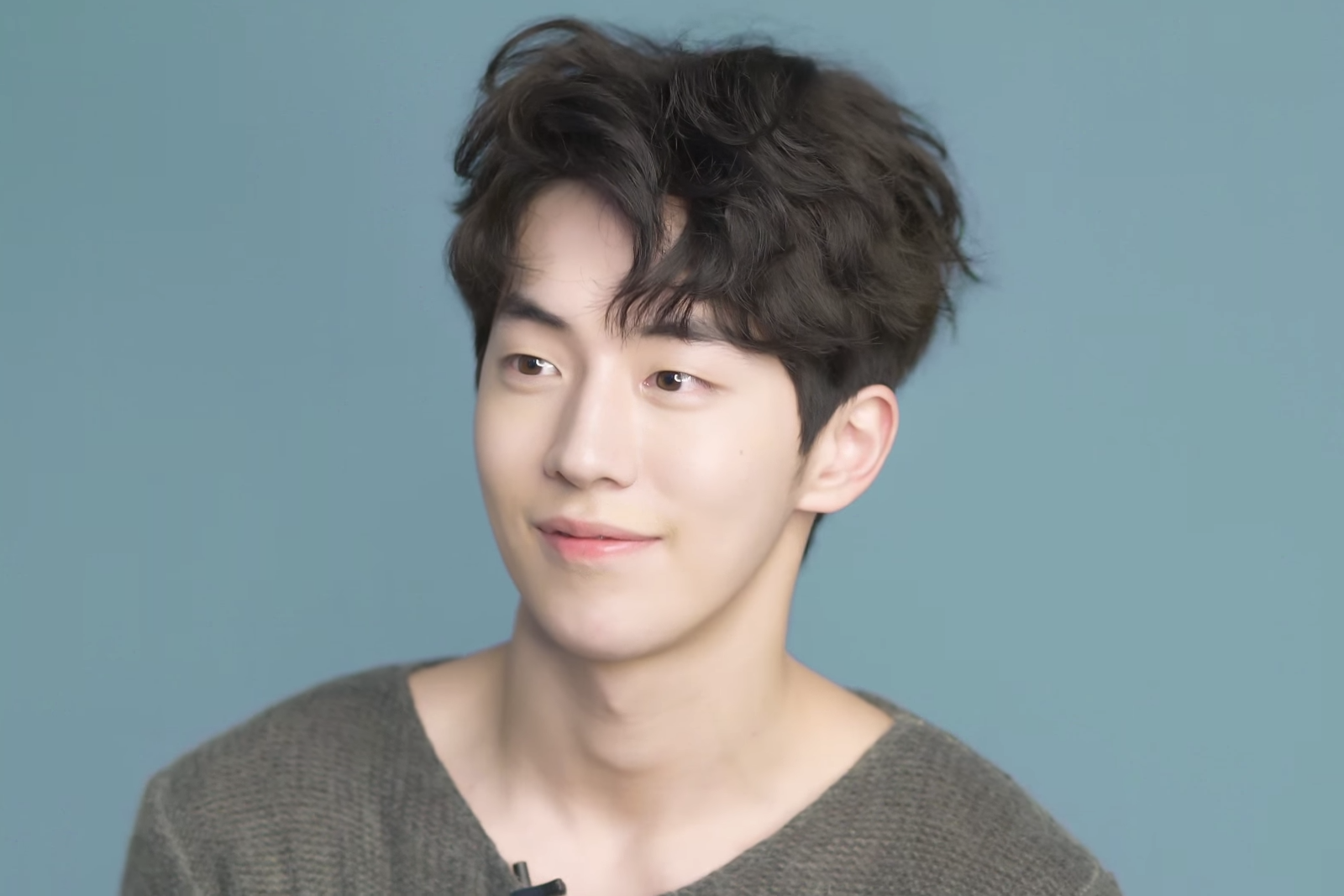
Nam Joo-hyuk dla Beautypl w marcu 2017 roku

W 2017 roku zagrał główną rolę w fantastyczno-romantycznym serialu tvN The Bride of Habaek u boku Shin Se-kyung, wcielając się w narcystycznego Boga Wody, który dąży do odzyskania swojego prawowitego tronu. Następnie, w 2018 roku, zadebiutował na dużym ekranie, grając w historycznym filmie The Great Battle. Jego występ spotkał się z uznaniem krytyków, a Yoon Mi-sik z The Korea Herald napisał, że „zapewnia solidne przedstawienie młodzieńca, który zmaga się z wątpliwościami co do tego, co jest dobre, a co złe”. Za swoją rolę w filmie zdobył nagrodę dla Najlepszego Nowego Aktora na prestiżowym Blue Dragon Awards.

### Od 2019: Przejście do bardziej wiodącej roli
W 2019 roku zagrał w fantastyczno-romantycznej dramie The Light In Your Eyes u boku Han Ji-mina i Kim Hye-ja, otrzymując pozytywne recenzje za swoją rolę.

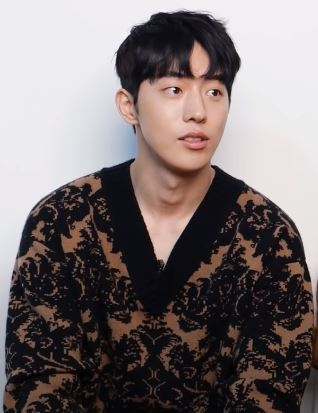
Nam Joo-hyuk Marie Claire Korea w grudniu 2020 roku

W 2020 roku Nam zagrał w nadprzyrodzonej kryminalnej dramie Netflixa The School Nurse Files oraz w serialu tvN Start-Up. W tym samym roku wystąpił również w filmie romantycznym Josée, będącym remakiem japońskiego filmu Josee, the Tiger and the Fish z 2003 roku. Film ponownie połączył Nam Joo-hyuka z jego współgwiazdą z The Light In Your Eyes, Han Ji-min. Dzięki sukcesowi The School Nurse Files i Start-Up, został wyróżniony na liście Forbesa 30 Under 30 Asia w 2021 roku w kategorii „Rozrywka i sport”.
Nam Joo-hyuk zagrał główną rolę u boku Kim Tae-ri w dramie tvN Dwadzieścia pięć i dwadzieścia jeden. Serial, który opowiada historię miłości między mężczyzną a kobietą, którzy poznali się w trakcie kryzysu IMF w 1998 roku, miał swoją premierę w lutym 2022 roku. Aktor otrzymał pozytywne recenzje za swoją rolę Baek Yi-jina, a koreańskie media, w tym OSEN, określiły go mianem „symbolem młodości”, chwaląc jego umiejętności aktorskie, które wywołały to, co jest znane jako „syndrom bólu Joohyuka”. Scenarzystka Kim Bo-ra podkreśliła jego „solidną sylwetkę, ciepłe serce i głęboką wrażliwość”, które sprawiły, że „wygląda jak postać z młodzieżowej mangi”. Dodała także: „[Nam Joo-hyuk] ma czuły, ciepły głos i klarowne spojrzenie, które sprawiają, że serca widzów biją szybciej, a oni zakochują się w Baek Yi-jinie”.
Zagrał w filmie Remember, który miał premierę w kinach 26 października 2022 roku. W filmie wcielił się w młodego mężczyznę, który pomaga pacjentowi z Alzheimerem w dokonaniu zemsty. Jego występ opisano jako taki, który „potrafi wyrazić współczucie przekraczające pokolenia w sposób, który tylko [Nam] jest w stanie osiągnąć”.
W 2023 roku zagrał główną rolę w dramie Vigilante, opartej na webtoonie Naver o tym samym tytule autorstwa Kim Gyu-sana. W serialu wcielił się w studenta akademii policyjnej.

## Filmografia

### Filmy
| Rok  | Tytuł            | Rola           |
| ---- | ---------------- | -------------- |
| 2018 | The Great Battle | Sa-mool        |
| 2020 | Josee            | Lee Young-seok |
| 2022 | Remember         | Park In-gyu    |

### Seriale telewizyjne
| Rok  | Tytuł                                | Rola                  |
| ---- | ------------------------------------ | --------------------- |
| 2014 | The Idle Mermaid                     | Park Dae-bak          |
| 2015 | Kim jesteś: Szkoła 2015              | Han Yi-an             |
| 2015 | Glamorous Temptation                 | Jin Hyung-woo (młody) |
| 2016 | Cheese in the Trap                   | Kwon Eun-taek         |
| 2016 | Moon Lovers: Scarlet Heart Ryeo      | 13. Książę Baek-ah    |
| 2016 | Weightlifting Fairy Kim Bok-joo      | Jung Joon-hyung       |
| 2017 | The Bride of Habaek                  | Habaek                |
| 2019 | The Light in Your Eyes               | Lee Joon-ha           |
| 2020 | Start-Up                             | Nam Do-san            |
| 2022 | Dwadzieścia pięć i dwadzieścia jeden | Baek Yi-jin           |

### Seriale internetowe
| Rok  | Tytuł                  | Rola        |
| ---- | ---------------------- | ----------- |
| 2020 | The School Nurse Files | Hong In-pyo |
| 2023 | Vigilante              | Kim Ji-yong |

### Udział w teledyskach
| Rok  | Tytuł           | Artysta                  |
| ---- | --------------- | ------------------------ |
| 2014 | „200%”          | AKMU                     |
| 2014 | „Give Love”     | AKMU                     |
| 2015 | „Chocolate”     | Kangnam z udziałem San E |
| 2018 | „When It Snows” | 1415 (Duet muzyczny)     |